# Tell Sakra
Tell Sakra (tiếng Ả Rập: تل سكرة), còn được gọi là Koundaknaya (كوندكنايا), là một ngôi làng gần Tell Tamer ở phía tây tỉnh al-Hasakah, đông bắc Syria. Về mặt hành chính, nó thuộc về Nahiya Tell Tamer.
Ngôi làng có người Assyria thuộc Giáo hội Assyria ở phía Đông và Nhà thờ Công giáo Chaldean. Tại cuộc điều tra dân số năm 2004, nó có dân số 307.